# Actinopus gerschiapelliarum
Espèce
Actinopus gerschiapelliarum est une espèce d'araignées mygalomorphes de la famille des Actinopodidae.

## Distribution
Cette espèce se rencontre en Argentine dans les provinces de Buenos Aires, de Santa Fe, de Córdoba et de La Pampa et en Uruguay dans le département de Canelones,.

## Description
Le mâle holotype mesure 9,48 mm et la femelle paratype 14,88 mm.

## Étymologie
Cette espèce est nommée en l'honneur de Rita Delia Schiapelli et Berta S. Gerschman de Pikelin.

## Publication originale
- Ríos-Tamayo & Goloboff, 2018 : Taxonomic revision and morphology of the trapdoor spider genus Actinopus (Mygalomorphae: Actinopodidae) in Argentina. Bulletin of the American Museum of Natural History, no 419, p. 1-83 (texte intégral).